# Armodio di Lepreo
Armodio di Lepreo (in greco antico: Ἁρμόδιος?, Harmódios; Lepreo, ... – ...) è stato uno scrittore greco antico.
Non è noto in quale epoca sia vissuto. Fu autore di un'opera intitolata Περὶ τῶν ἐν Φιγαλεῦσι νομίμων, citata più volte da Ateneo.